# سینهاپیتیا
سینهاپیتیا (به لاتین: Sinhapitiya) یک منطقهٔ مسکونی در سری‌لانکا است که در استان مرکزی (سری‌لانکا) واقع شده‌است.